# Centro de Sistemas y Tecnologías de la Información y las Comunicaciones
El Centro de Sistemas y Tecnologías de la Información y las Comunicaciones (CESTIC) de España es el órgano directivo del Ministerio de Defensa, adscrito a la Secretaría de Estado de Defensa, al que le corresponde la planificación, desarrollo, programación y gestión de las políticas relativas a los sistemas y tecnologías de la información y las comunicaciones (CIS/TIC), la transformación digital, la gestión de datos, información y conocimiento y la seguridad de la información, así como la supervisión y dirección de su ejecución.
Asimismo, le corresponde la provisión segura de los servicios de la Infraestructura Integral de Información para la Defensa (I3D) y de las actuaciones de ciberseguridad para la protección de esta infraestructura y de la información que procesa y gestiona. También es responsable de la definición de la estrategia tecnológica sobre los CIS/TIC, la transformación digital y la seguridad de la información y en estas materias, en colaboración con la Dirección General de Estrategia e Innovación de la Industria de Defensa, del impulso de un modelo de innovación y del apoyo a la industria nacional de Defensa para su participación en proyectos a nivel nacional e internacional.

## Historia
El CESTIC se crea en 2010 como una subdirección general de la Dirección General de Infraestructura de la Secretaría de Estado de Defensa, la Subdirección General de Tecnologías de la Información y Comunicaciones. Esta nueva subdirección asumía las competencias sobre los sistemas y tecnologías de la información y las comunicaciones que tenía la mencionada Dirección General a través de dos órganos, la Inspección General del Plan Director de Sistemas de Información y Telecomunicaciones y la Subdirección General de Servicios Técnicos y Telecomunicaciones.
En el año 2015, la subdirección pasa a denominarse Centro de Sistemas y Tecnologías de la Información y las Comunicaciones y se adscribe directamente a la Secretaría de Estado de Defensa. A finales de ese mismo año, el Departamento estableció una nueva «Política de los Sistemas y Tecnologías de la Información y las Comunicaciones» orientada a conseguir, como uno de sus fines, establecer una única Infraestructura Integral de Información para la Defensa (I3D).
En 2023, el centro fue elevado al rango de Dirección General. En abril de 2025, se le dotó de una nueva Subdirección General dedicada en exclusividad a la seguridad de la información y al uso de la inteligencia artificial en el Ministerio de Defensa.

## Organización y funciones
De este Centro dependen los siguientes órganos directivos:
La Subdirección General de Planes y Servicios de Información y Telecomunicaciones, a la que le corresponde:
- Definir y planificar las políticas y estrategias de los CIS/TIC, su desarrollo y actualización, coordinar su ejecución y velar por su cumplimiento en el ámbito del Departamento; impulsar, desplegar y mantener actualizada la I3D como infraestructura tecnológica de carácter estratégico sobre la que se desplegarán los servicios CIS/TIC para dar respuesta a los cometidos del Ministerio de Defensa, en general y de las Fuerzas Armadas en particular, asegurando las capacidades CIS/TIC necesarias para el cumplimiento de sus misiones operativas y de adiestramiento;
- Supervisar, gestionar y controlar la operación y el mantenimiento de los CIS/TIC para la provisión directa y segura de los servicios de la I3D, a través del Centro de Gestión de Servicios de la I3D, asegurando su continuidad y asumiendo los cometidos de la Autoridad Operacional de todos sus sistemas.
- Impulsar la publicación y gestión de un catálogo de servicios CIS/TIC en colaboración con las Fuerzas Armadas y el resto de ámbitos del Ministerio, asegurando su mantenimiento actualizado de acuerdo a la demanda de servicios.
- Dirigir y supervisar la plena integración de las redes y sistemas de información y comunicaciones dentro del Departamento, así como las otras redes nacionales e internacionales, priorizando los servicios críticos para la Defensa y las Fuerzas Armadas.
- Ejercer la responsabilidad del sistema, sobre los medios y servicios de la I3D, a los efectos establecidos en el artículo 13 del Real Decreto 311/2022, de 3 de mayo, por el que se regula el Esquema Nacional de Seguridad.

La Subdirección General de Transformación Digital, a la que le corresponde:
- Definir y planificar las políticas y estrategias sobre transformación digital del Departamento, su desarrollo y actualización, coordinar su ejecución y velar por su cumplimiento en el ámbito del Ministerio de Defensa.
- Impulsar la transformación digital del Departamento, siguiendo la planificación y programación establecida para su desarrollo en el Plan de Acción para la Transformación Digital del Departamento, monitorizando y coordinando las actuaciones contempladas en ese Plan.
- Coordinar la gestión de la información y del conocimiento en el Departamento, en el marco de su transformación digital y el de la Administración General del Estado y de las Organizaciones Internacionales de las que España forma parte.
- Desarrollar e impulsar programas, proyectos y actuaciones para el despliegue de servicios digitales, capacidades e infraestructuras que contribuyan a acelerar el proceso de transformación digital del Ministerio de Defensa.
- Impulsar la implantación y gestión de un modelo de desarrollo seguro de software basado en el empleo de nuevos paradigmas en esta materia.
- Definir la estrategia tecnológica del Ministerio de Defensa en relación con los CIS/TIC, la transformación digital y la seguridad de la información.
- Analizar, en coordinación con la Dirección General de Estrategia e Innovación de la Industria de Defensa y el Estado Mayor de la Defensa (EMAD), las tecnologías emergentes y disruptivas en el ámbito de los CIS/TIC, la transformación digital y seguridad de la información, para evaluar su posible integración y empleo en la evolución de los servicios e infraestructuras del Ministerio, impulsando y desarrollando un modelo de innovación en estas materias, que integre la relación con actores externos al Departamento.
- Impulsar y cuando proceda, coordinar la participación de la industria nacional, en colaboración con la Dirección General de Estrategia e Innovación de la Industria de Defensa, en los proyectos e iniciativas sobre CIS/TIC, transformación digital y seguridad de la información, que pudieran surgir tanto en ámbito nacional como en el marco de programas de las organizaciones internacionales de seguridad y defensa a las que España pertenece, incluyendo los programas europeos de carácter permanente.
- Dirigir la transición hacia el modelo de gestión automatizada por procesos en el Ministerio de Defensa, según el Plan de Acción para la Transformación Digital del Departamento.
- Definir, comunicar y evaluar el cumplimiento de las estrategias y marcos de referencia en materia de gestión, gobierno, calidad, analítica y explotación de datos del Ministerio, desarrollando e identificando metodologías y buenas prácticas en estas materias.

La Subdirección General de Seguridad de la Información y de la Inteligencia Artificial, a la que le corresponde:
- Definir y planificar la política de seguridad de la información, su desarrollo y actualización, coordinar su ejecución y velar por su cumplimiento en el ámbito del Departamento.
- Dirigir el diseño, la obtención y la configuración de los sistemas y servicios de seguridad de la información para asegurar el acceso, la confidencialidad, la integridad, la trazabilidad, la autenticidad, la disponibilidad y la conservación de los datos, la información y los servicios utilizados por medios electrónicos en el marco de la I3D.
- Ejercer las actividades necesarias en materia de ciberseguridad para proteger la I3D y los activos de información que en ella se procesan, transmiten y almacenan, incluyendo la dirección y operación del Centro de Operaciones de Seguridad de la I3D (COSI3D) y la realización de análisis de riesgos y auditorías periódicas de seguridad.
- Ejercer la responsabilidad de la seguridad sobre los sistemas de información de la I3D, a los efectos de lo establecido en el artículo 13 del Real Decreto 311/2022, de 3 de mayo.
- Supervisar, sin perjuicio de las competencias de otros departamentos ministeriales y, en particular, del Ministerio para la Transformación Digital y de la Función Pública, los desarrollos de inteligencia artificial que tengan impacto en la defensa, para asegurar su coherencia tecnológica con los estándares de ciberseguridad del Ministerio de Defensa y la reglamentación de la UE.
- Colaborar en proyectos conjuntos que sean liderados por la Agencia Española de Supervisión de la Inteligencia Artificial o la Agencia Estatal de Administración Digital, y que demanden la participación del Ministerio de Defensa.

Además, ambos órganos directivos asumen, en su ámbito de responsabilidad específico, las siguientes funciones:
- La dirección del diseño, la obtención y la configuración de los CIS/TIC para garantizar la normalización, homologación y estandarización de dichos sistemas y su plena interoperabilidad, en el marco de la I3D y de los acuerdos nacionales e internacionales en los que España sea Parte, que afecten a dichos sistemas.
- La participación en el proceso de Planeamiento de la Defensa para asegurar la coherencia y alineamiento de las capacidades en el ámbito de los sistemas y tecnologías de la información y las comunicaciones, de la transformación digital y de la seguridad de la información, con las necesidades de las Fuerzas Armadas.
- Proporcionar las capacidades CIS/TIC y de seguridad de la información imprescindibles para el desarrollo de grandes programas estratégicos, transversales y de alto impacto para todo el Ministerio y las Fuerzas Armadas de armamento y material e infraestructuras, aportando la visión tecnológica a programas estratégicos, muchos de los cuales tienen proyección internacional.
- Ostentar la representación e interlocución, en lo relativo a CIS/TIC, seguridad de la información, transformación digital, gestión de la información, tecnologías emergentes, incluida la inteligencia artificial, y el conocimiento e innovación en estas materias del Departamento, ante otros organismos de la Administración General del Estado y en el ámbito internacional. Esta función se desarrolla en coordinación con el Estado Mayor de la Defensa, la Dirección General de Política de Defensa y la Dirección General de Estrategia e Innovación de la Industria de Defensa.

Asimismo, dependen funcionalmente de este centro los órganos competentes de las Fuerzas Armadas y de los organismos autónomos del Ministerio de Defensa.

## Directores
El director del CESTIC tiene la consideración de Oficial Jefe de la Información (CIO) del Ministerio de Defensa.
1. Esteban Cueva Álvarez (2010-2012). Civil.[7]
2. David Lleras Iglesias (2012-2014). Civil.[8]
3. GB. José Luis Goberna Caride (2014-2019)[9]
4. GB. José María Millán Martínez (2019-presente)[10]